# Габіон

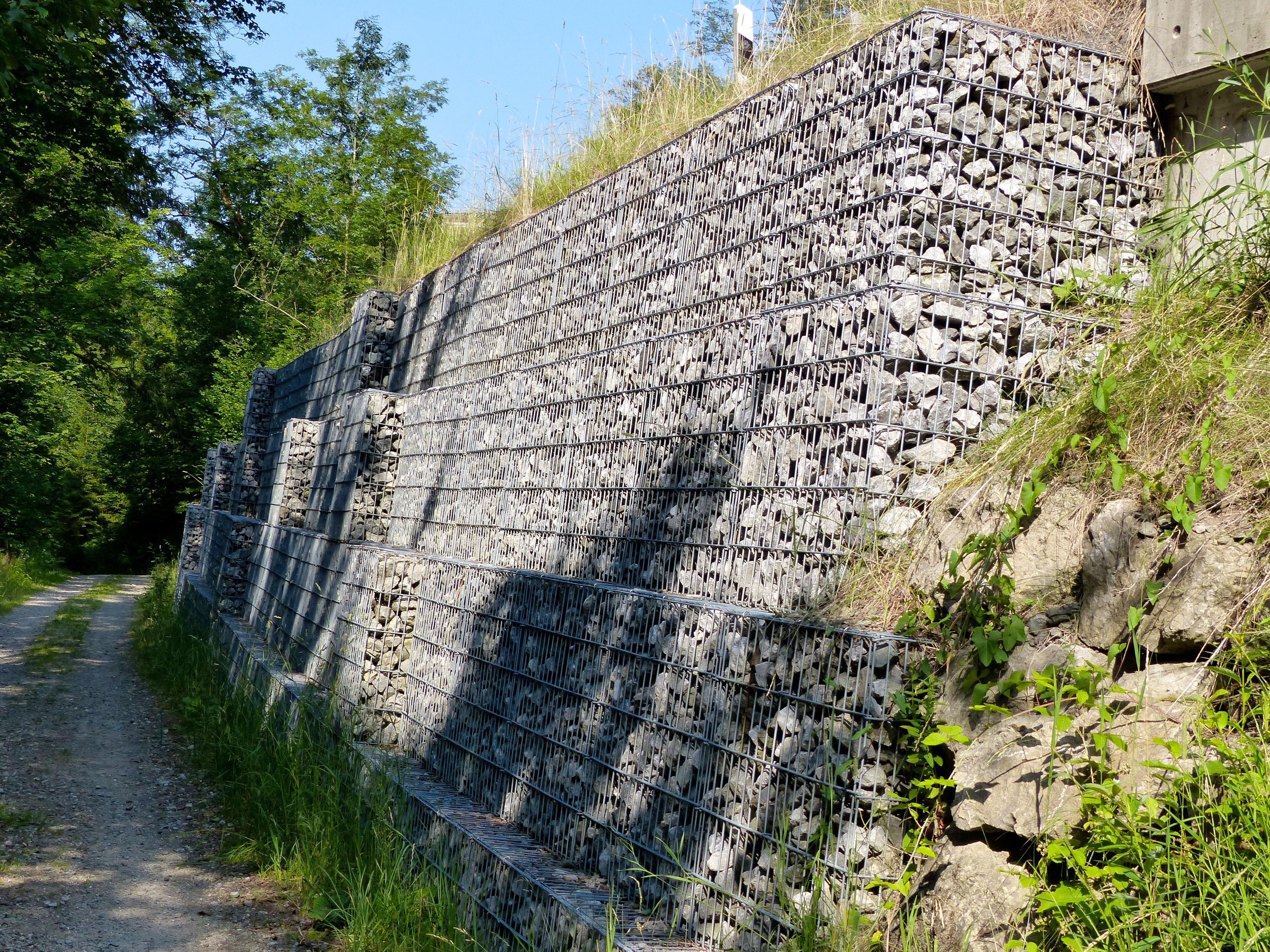
Габіони підтримують схил

Габіо́ни (фр. gabion, від італ. gabbione — «великий кошик») — просторова сітчаста конструкція, заповнена сипучими матеріалами, що використовується в регуляційних та берегоукріпних спорудах, а також в ландшафтному дизайні та фортифікації.

## Будова і використання

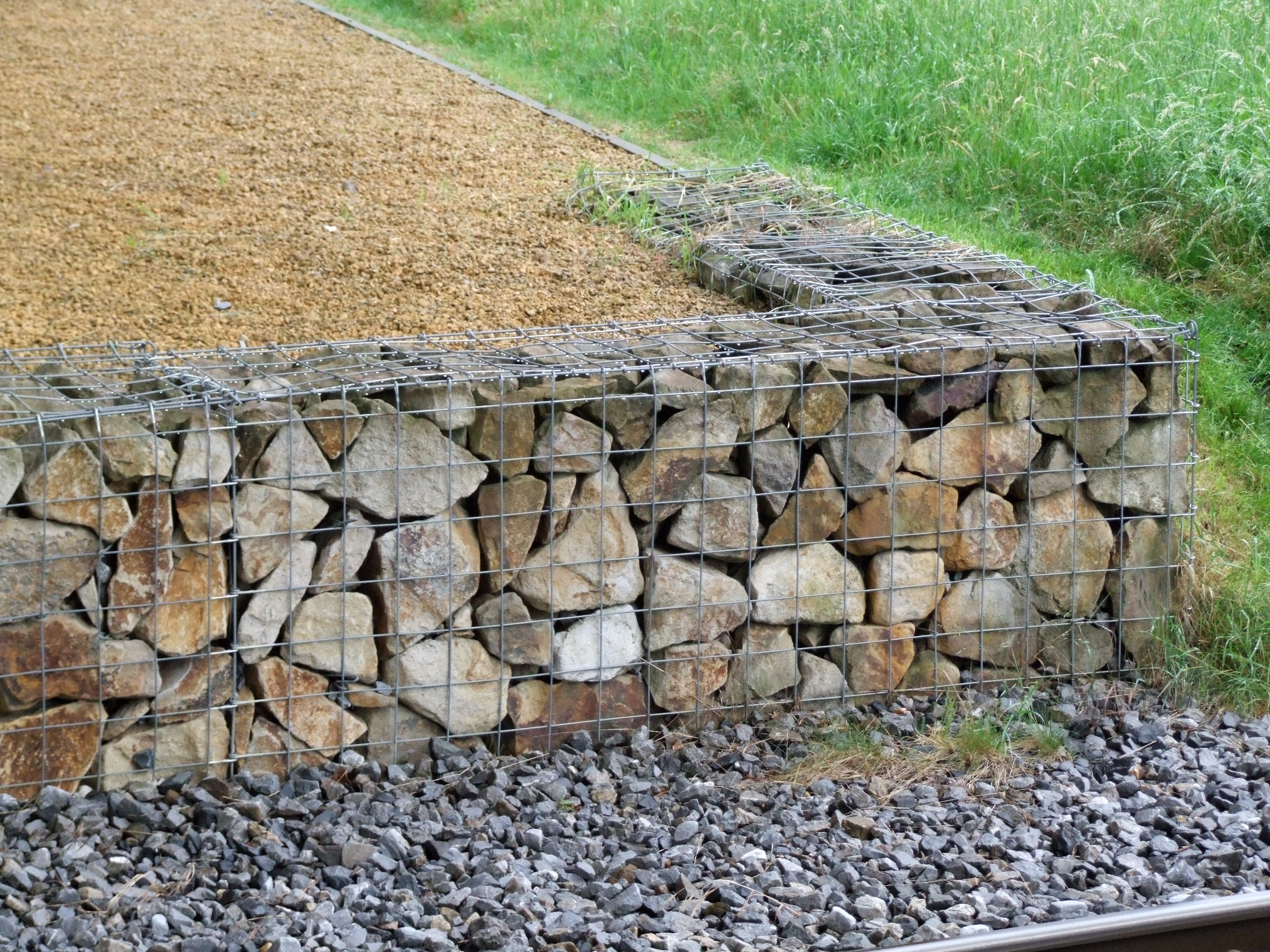
Габіон для зміцнення насипу

### Цивільні габіони
Типово габіони складаються з дротяного каркасу, заповненого галькою, подрібненим камінням, бетоном, піском або ґрунтом. Вони частково гнучкі та розташовуються блоками. Між блоками можуть додатково поміщатися зелені насадження, що збільшує міцність конструкції в цілому. Зазвичай для будівництво габіонів використовується дріт діаметром 2–5 мм. Коли габіонний блок заповнюється, його закривають вгорі. Блоки укладаються один на одного та скріплюються між собою металевими кільцями. Перший ряд блоків типово встановлюється на фундамент з каменю чи бетону, а край кожного вищого ряду відступає від краю нижчого. Між ґрунтом і габіонами може простелятися геотекстиль. Максимальної міцності габіонна конструкція досягає через 3–5 років після укладання.
Габіони застосовуються головним чином для запобігання водній ерозії ґрунту, слугують як підпірні стінки схилів, облицювання та основи насипів. Широко використовуються в берегових спорудах, а також як шумоізоляція, тимчасові укріплення в умовах повеней. Габіони крім того мають естетичне застосування, для чого використовується камінь спеціально підібраного кольору, як-от смугастий гнейс. Для прикрашання габіонів слугують різні наповнювачі (стебла бамбука, шкаралупа кокоса, кераміка, сушене листя, шишки, деревина чи кору) та підсвічування.
Переваги габіонів, порівняно з іншими укріпленнями, полягають у довговічності, гнучкості, стійкості та простоті виготовлення і встановлення. Термін їхньої служби, залежно від матеріалів каркасу, складає від 35 до 75 років. Габіони не втрачають ефективності під тиском ґрунту й води, при цьому пропускають воду крізь себе, що позбавляє від потреби окремо будувати дренаж. Оскільки габіони наповнюються природними матеріалами, вони екологічно чисті та можуть слугувати основою для зростання рослин. При цьому, однак, між каменями може накопичуватися опале листя, мох, пташиний послід, які потрібно періодично усувати.

### Військові габіони

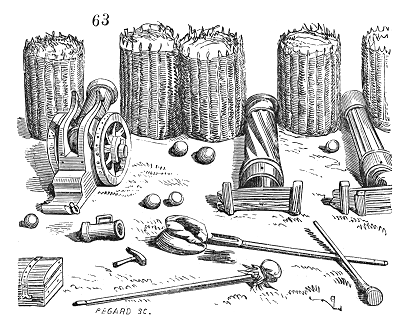
Габіони на артилерійській позиції, 1856 р.

У військовій справі габіони використовують як укриття. Спершу це були циліндричні плетені кошики, відкриті з обох кінців, у які засипали ґрунт. У вертикальному положенні габіони закріплювалися дерев'яними кілками, розташованим знизу. Такі укріплення було легко будувати некваліфікованим солдатам і швидко розташовувати відповідно до ситуації. До їх виготовлення могли залучатися жінки та діти.
Габіонні фортифікації відомі з Середньовіччя. Військо Івана Грозного перейняло використання габіонів від запрошених італійських інженерів. Такі укріплення широко використовувалися під час громадянської війни в США.
Мобільність сучасної війни робить габіони менш корисними, проте їх продовжують використовувати для захисту від вибухів і пострілів. Типовим прикладом є Габіон Hesco. Сучасні габіони складаються з дротяного каркасу та щільної тканини, їх заповнюють піском, землею або каменями. Вгорі можуть доповнюватися колючою стрічкою. На відміну від мішків з піском, габіони протяжністю до декількох сотень метрів можуть бути розгорнуті та підготовлені до наповнення за лічені хвилини. Габіони використовує, зокрема, українська армія. Ряди габіонів можна доповнювати вгорі дерном чи мішками з піском.

## Класифікація габіонів

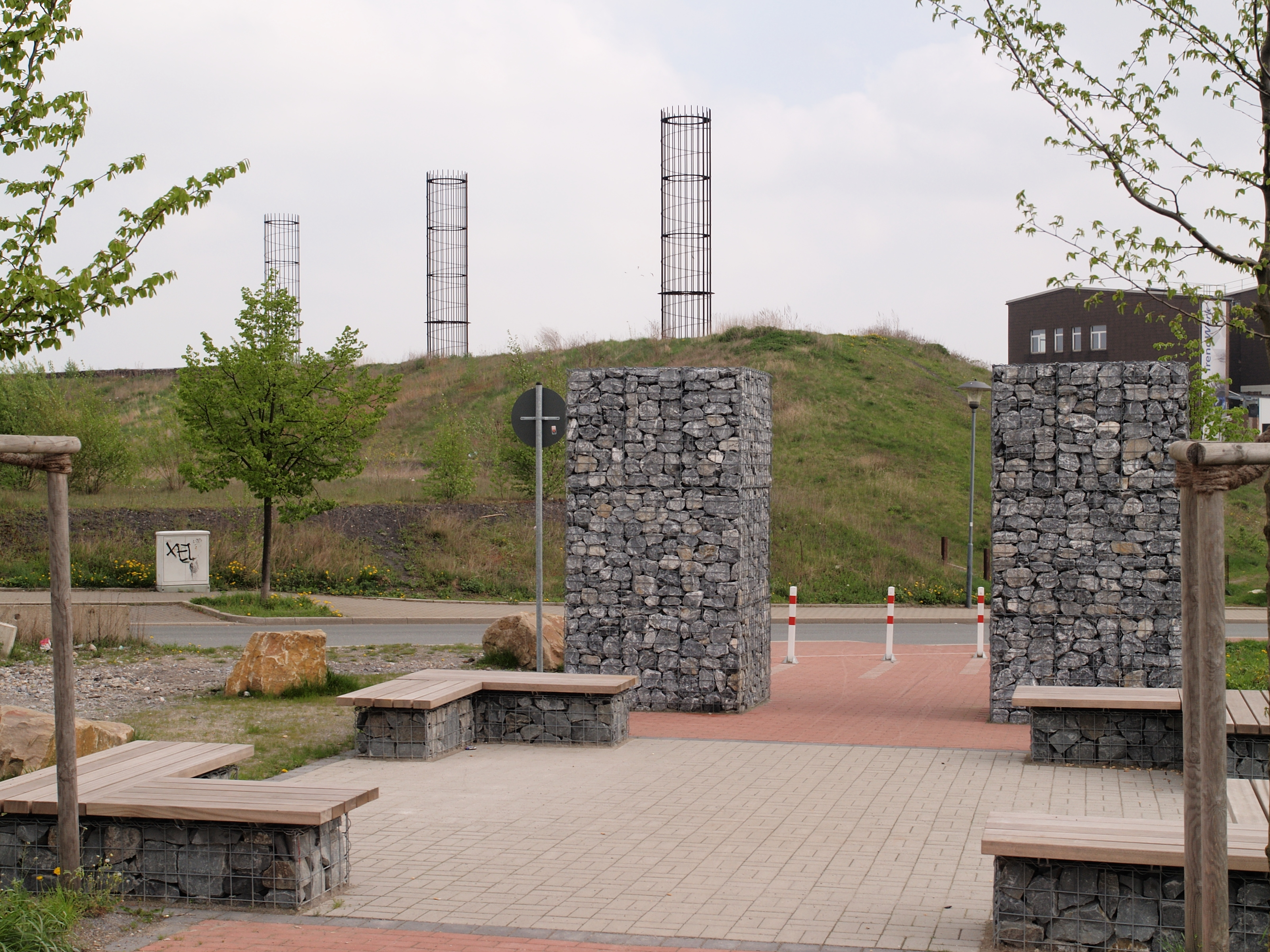
Декоративні габіони

За типом сітки: плетені — виготовляються шляхом плетення (подвійного кручення навколо осі) дроту; зварні — виготовляються шляхом зварювання арматури діаметру 3-5 мм.
За призначенням: інженерні; декоративні; фортифікаційні.
За матеріалом виготовлення: оцинкована сітка; оцинкована сітка, додатково покрита ПВХ.
За конструктивними особливостями:
- Коробчаті — являють собою прямокутні коробки з дротяної сітки. Найбільш поширені шириною 1 м, довжиною 1,5–4 м, висотою 0,5 або 1 м. Головна сфера застосування — формування підпірних стінок, зміцнення дамб, утворення терас, укріплення автомобільних шляхів і залізниць, обрамлення штучних схилів, створення фундаментів легких споруд;
- Матрацні — мають прямокутну форму, але висота суттєво менша за довжину та ширину. Використовуються для облицювання дамб, укосів і схилів, слугують основами гідротехнічних споруд і фундаментом для коробчатих габіонів. Виготовляються шириною 2 м, довжиною 3–6 м, висотою 0,17, 0,23, 0,30 м;
- Мішкові — складаються з дротяної сітки, обкрученої навколо сипучого матеріалу. Такі мішки складаються один на одного, що дозволяє швидко створювати загородження. Головна сфера застосування — захист від стихійних лих.
- Армоґрунтові — сітка, що натягується на круті схили, перешкоджаючи їхній ерозії;
- Циліндричні — використовуються як фундамент підпірних стін при значній глибині, а також в аварійних ситуаціях.

За різновидами габіонних конструкцій:
- Паркани з габіонів — конструкції, що використовуються як функціональні чи декоративні огорожі. Вони мають естетичний вигляд, довготривалий термін служби, простоту монтажу, шумопоглинаючі властивості та не потребують ремонту й обслуговування.
- Підпірні стіни з габіонів — конструкції для зміцнення крутих схилів. Вони захищають ділянки від зсувів під час злив та інших проявів негоди.
- Декоративні габіони — конструкції, наповнені різними матеріалами, зокрема камінням чи кольоровим склом. Вони використовуються для оформлення зон відпочинку, прикрашання будинків, декорування інтер'єрів та ландшафтного дизайну.
- Укріплення берегів габіонами — конструкції, що використовуються для зміцнення берегів водойм. Вони витримують підвищену вологість і температурні перепади, захищаючи береги річок, ставків, та озер.
- Військові габіони — конструкції, виготовлені з полімерних волокон та заповнені піском або землею. Вони використовуються для захисту блокпостів, брустверів, командних пунктів, бліндажів, артилерійських позицій, капонірів та стратегічно важливих споруд, забезпечуючи захист від куль і уламків.